# Seceda

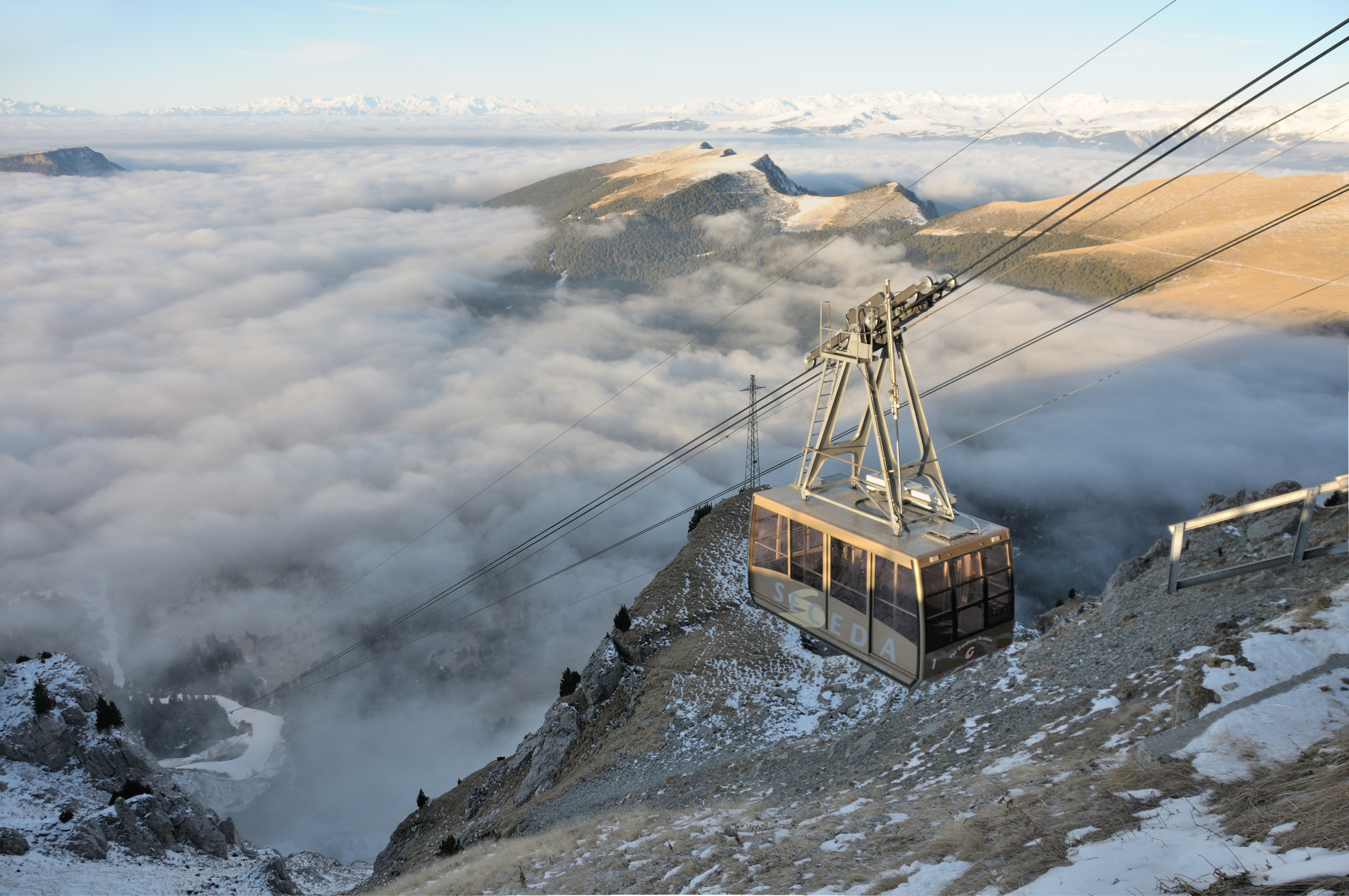
Seceda Seilbahn op de berg Seceda in de Dolomieten op een hoogte van 2453 meter.

De Seceda is een 2519 meter hoge berg in Zuid-Tirol in Italië. De berg is onderdeel van de bergketen Dolomieten.
De bergtop ligt op het grondgebied van de gemeente Urtijëi, dicht tegen de gemeentegrens met Santa Cristina Gherdëina.
Op de berg ligt de Seceda Seilbahn.